# ائتلاف احزاب اسلامی
ائتلاف بزرگ اسلامی یا ائتلاف احزاب اسلامی یک ائتلاف انتخاباتی به رهبری حزب جمهوری اسلامی بود که در انتخابات مجلس خبرگان قانون اساسی رقابت می‌کرد. این ائتلاف، بزرگ‌ترین ائتلاف انتخابات بود و از تاثیرش بر رسانه‌ها، کمیته انقلاب اسلامی و مساجد برای از میدان به در کردن رقبای خود، به ویژه ائتلاف گروه‌های پنج‌گانه که دربرگیرنده گروه‌های تندرو اسلامی بود، استفاده بسیاری کرد.

## پیشینه و شکل‌گیری
در آستانه انتخابات مجلس خبرگان قانون اساسی، فضای سیاسی ایران شاهد تکثر و رقابت گروه‌های مختلف بود. حزب جمهوری اسلامی، به عنوان حزبی نوپا اما قدرتمند، با هدف تحکیم موقعیت خود و تأثیرگذاری بر تدوین قانون اساسی، اقدام به تشکیل ائتلاف بزرگ اسلامی نمود. این ائتلاف، با جذب طیف وسیعی از گروه‌های مذهبی و شخصیت‌های روحانی، توانست به بزرگ‌ترین ائتلاف انتخاباتی آن زمان تبدیل شود. از جمله گروه‌های عضو این ائتلاف می‌توان به جامعه روحانیت مبارز تهران و گروه‌های همسو با آن اشاره نمود.

## فعالیت‌های انتخاباتی
ائتلاف بزرگ اسلامی، با بهره‌گیری از امکانات گسترده خود، به تبلیغات انتخاباتی وسیعی دست زد. استفاده از رسانه‌های دولتی، مساجد و تریبون‌های مذهبی، از جمله ابزارهای تبلیغاتی این ائتلاف بود. همچنین، استفاده از ظرفیت کمیته‌های انقلاب اسلامی در جهت بسیج مردمی و سازماندهی فعالیت‌های انتخاباتی، نقش مؤثری در موفقیت این ائتلاف ایفا نمود. شعارهای این ائتلاف، با تأکید بر ضرورت حفظ وحدت و انسجام ملی و لزوم تدوین قانون اساسی مبتنی بر اصول اسلامی، توانست طیف وسیعی از مردم را جذب نماید.

## رقبا و چالش‌ها
در مقابل ائتلاف بزرگ اسلامی، ائتلاف گروه‌های پنج‌گانه قرار داشت که شامل گروه‌های تندرو اسلامی بود. رقابت بین این دو ائتلاف، از جمله رقابت‌های اصلی انتخابات مجلس خبرگان قانون اساسی محسوب می‌شد. ائتلاف بزرگ اسلامی، با بهره‌گیری از نفوذ خود در نهادهای دولتی و مذهبی، توانست رقبای خود را به حاشیه رانده و اکثریت کرسی‌های مجلس خبرگان را به دست آورد.

## تأثیرات و پیامدها
پیروزی ائتلاف بزرگ اسلامی در انتخابات مجلس خبرگان قانون اساسی، تأثیر بسزایی در تدوین قانون اساسی جمهوری اسلامی ایران داشت. اعضای این ائتلاف، با تأکید بر اصول اسلامی، توانستند قانون اساسی را به گونه‌ای تدوین نمایند که با دیدگاه‌های آن‌ها همخوانی داشته باشد. این امر، تأثیرات بلندمدتی بر تحولات سیاسی ایران بر جای گذاشت.

## حزب‌های ائتلاف
حزب‌های اصلی این ائتلاف شامل:
- حزب جمهوری اسلامی[۲]
- سازمان مجاهدین انقلاب اسلامی[۲]
- سپاه پاسداران انقلاب اسلامی[۲]
- جامعه روحانیت مبارز[۲]
- جامعه مدرسین حوزه علمیه قم[۲]
- فدائیان اسلام[۲]

گروه‌های کوچک دیگری نیز در این ائتلاف بودند.